# Bartolomeo Pacca den äldre
Bartolomeo Pacca, född 27 december 1756 i Benevento, död 19 april 1844 i Rom, var en italiensk kardinal och ärkebiskop.
Pacca blev 1785 ärkebiskop "in partibus" (av Damiette), var 1786–1794 nuntie i Köln och 1795–1802 nuntie i Lissabon. År 1801 utsåg påven Pius VII Pacca till kardinalpräst med San Silvestro in Capite som titelkyrka. Tillsammans med påven, vars trognaste rådgivare han var, hölls han 1809–1812 fången av fransmännen. Pacca blev 1814 ånyo av Napoleon avlägsnad från Rom, återfick efter dennes fall 1815 sina ämbeten, blev 1830 kardinalbiskop av Ostia och Velletri samt tillhörde på äldre dagar kardinalernas reaktionäraste grupp. 
Med Paccas namn är förbunden den så kallade Lex Pacca av 1820, en rad bestämmelser om bevarande av konstnärligt värdefulla minnesmärken, förbud mot deras exportering från Kyrkostaten och så vidare. Pacca skrev flera memoararbeten (på italienska; i tysk översättning 6 band, 1831–1836 med tilläggsband 1840). Hans brevväxling under Wienkongressen med kardinal Consalvi utgavs 1904 av Ilario Rinieri. Paccas brorsons son, Bartolomeo Pacca (1817–1880) var från 1875 likaledes kardinal.